# Jade Pettyjohn
Jade Pettyjohn, född 8 november 2000 i Los Angeles, är en amerikansk skådespelare.
Pettyjohn har bland annat medverkat i TV-serierna School of Rock (2016–2018) och Små eldar överallt från 2020. Hon har även medverkat i filmerna Deadwood: The Movie och Seberg från 2019.

## Filmografi (i urval)
- 2016–2018: School of Rock
- 2019: Deadwood: The Movie
- 2019: Seberg
- 2020 – Små eldar överallt (TV-serie)